# 道仁法親王
參數所指定的目標頁面不存在，建議更正成存在頁面或直接建立下列一個頁面（建立前請先搜尋是否有合適的存在頁面可以取代）：
- 道仁法親王 (土御門天皇子)

道仁法親王（1689年9月12日—1733年6月30日），俗名盛永，幼名房宮、富宮，是日本江戶時代中期的法親王，生父母是伏見宮貞致親王及家女房，伏見宮邦永親王的同母弟。

## 經歷
元祿九年（1696年）房宮進入梶井門跡繼承三千院，同日為靈元天皇養子，元祿十一年（1698年）受親王宣下，賜名盛永，一個月後入寺得度，法號道仁，及於享保五年（1720年）十二月敘一品。他在寶永六年（1708年）至享保十年（1725年）三度擔任天台座主，至享保十八年（1733年）去世，葬魚山。
| 宗教頭銜          | 宗教頭銜 | 宗教頭銜          |
| ----------------- | --- | ----------------- |
| 前任： 清宮       | 妙法院門跡 第37世 | 繼任： 叡仁法親王 |
| 前任： 堯延法親王 | 天台座主 第194世 1709年5月5日－1714年11月14日 第197世 1718年11月18日－1723年1月25日 第200世 1731年7月22日－1733年6月30日 | 繼任： 尊祐法親王 |
| 前任： 公寬法親王 | 天台座主 第194世 1709年5月5日－1714年11月14日 第197世 1718年11月18日－1723年1月25日 第200世 1731年7月22日－1733年6月30日 | 繼任： 尊祐法親王 |
| 前任： 公寬法親王 | 天台座主 第194世 1709年5月5日－1714年11月14日 第197世 1718年11月18日－1723年1月25日 第200世 1731年7月22日－1733年6月30日 | 繼任： 尊祐法親王 |